# Lijst van staten in het Heilige Roomse Rijk (O)
Dit is een lijst van staten in het Heilige Roomse Rijk die beginnen met de letter O.
| Naam                  | Type             | Kreits               | Bank | Ontstaan                                                                      | Notities |
| --------------------- | ---------------- | -------------------- | ---- | ----------------------------------------------------------------------------- | --- |
| Oberbronn             | heerlijkheid     |                      |      | 1232: eerst vermeld als leen van Lichtenberg                                  | 1352: verkocht aan de Ochsenstein als leen van Lichtenberg 1382: verkocht aan Lichtenberg 1452: verkocht aan Lützelstein als leen van Lichtenberg 1480: aan Zweibrücken-Bitsch 1551: aan Leiningen-Westerburg-Leiningen 1622: aan Leiningen-Westerburg-Oberbronn 1665: 2/3 aan Hesse-Homburg, 1/3 aan Sinclair 1727: Hessisch deel aan Hohenlohe-Waldenburg-Bartenstein 1732: Sinclair deel aan Lewenhaupt 1764: deel van Hohenlohe aan de Dietrich 1789: valt geheel toe aan Frankrijk |
| Oberehnheim (Obernai) | rijksstad        | Boven-Rijnse Kreits  | RH   | 1248: vrije rijksstad                                                         | 1679: naar Frankrijk |
| Opper-Elzas           | landgraafschap   |                      |      |                                                                               | |
| Obermünster           | Abdij            | Beierse Kreits       | RP   | 1000s: gesticht met rijksvrijheid                                             | 1315: HRE "prinses van het Rijk" 1803: naar het aartsbisdom Regensburg 1810: naar Beieren; opgeheven |
| Oberried              | Proosdij         |                      |      | 1237                                                                          | 1249: afgeschaft 1255: heropgericht 1496: voogdij (advocatus) naar Freiburg binnen Voor-Oostenrijk 1725: voogdij (advocatus) naar abdij van Sankt Blasien binnen Voor-Oostenrijk 1806: naar het groothertogdom Baden |
| Opper-Salm            | graafschap       |                      |      |                                                                               | |
| Oberstein             | heerlijkheid     |                      |      | 1075: eerst vermeld; naar Stein                                               | 1250: lijn Daun-Oberstein opgericht 1364: opgedeeld in Oberstein-Gundheim en Oberstein-Kredenburg |
| Oberstein-Gundheim    | heerlijkheid     |                      |      | 1364: afgesplitst van Oberstein                                               | 1683: uitgestorven; naar het Paltsgraafschap aan de Rijn 1699: naar Greiffenclau |
| Oberstein-Kredenburg  | heerlijkheid     |                      |      | 1364: afgesplitst van Oberstein                                               | 1602: uitgestorven; naar Speyer |
| Obwalden              | Rijksvallei      |                      |      | naar Lenzburg                                                                 | 11e eeuw: geschonken aan de abdij van Beromünster ?: naar de abdij van Murbach 1291: verkocht aan Habsburg; werd met Nidwalden stichtend lid van het Oude Eedgenootschap 1324: Rijksvrijheid 1648: verliet het Rijk als lid van het Oude Eedgenootschap |
| Ochsenhausen          | 1391: abdij      | Zwabische Kreits     | SP   | 1093: priorij van abdij van Sankt Blasien                                     | 1391: onafhankelijke abdij 1495: Rijksvrijheid 1803: naar Schaesberg-Retersbeck (Tannheim), Sinzendorf (Winterrieden) en Metternich-Winneburg and Beilstein (rest) 1806: alles naar Württemberg |
| Ochsenstein           | heerlijkheid     |                      |      | 1186: eerst vermeld als een zijtak van Geroldseck                             | 1391: kwart van Ochsenstein verkocht aan het Paltsgraafschap aan de Rijn 1485: uitsterven van het heersende huis, valt toe aan Zweibrücken-Bitsch |
| Oettingen             | Graafschap       | Zwabische Kreits     |      | 1141/1143: de graven in de Riesgau noemden zich graaf van Oettingen           | |
| Opper-Zwaben          | rijkslandvoogdij |                      |      | 1268                                                                          | 1268: afgescheiden van het hertogdom Zwaben 1378: samengevoegd met rijkslandvoogdij Neder-Zwaben tot rijkslandvoogdij Zwaben |
| Ottobeuren            | Rijksabdij       | Zwabische Kreits     | SP   | 764                                                                           | 1299: Rijksvrijheid 1624: leen van het bisdom Augsburg 1710: Rijksvrijheid 1802: naar Beieren |
| Overijssel            | heerlijkheid     | Bourgondische Kreits |      | 11e eeuw: gebied nominaal afgestaan aan het bisdom Utrecht als het Oversticht | 1336: naar het hertogdom Gelre 1347: naar het bisdom Utrecht 1528: naar de Spaanse Nederlanden; Bourgondische Kreits 1580: in handen van de Staatsen 1795: naar de Bataafse Republiek 1810: naar Frankrijk 1815: deel van het Verenigd Koninkrijk der Nederlanden |

A · B · C · D · E · F · G · H · I · J · K · L · M · N · O · P · Q · R · S · T · U · V · W · Z

vrije keizerlijke steden · keizerlijke abdijen